# Amtsgericht Wolgast

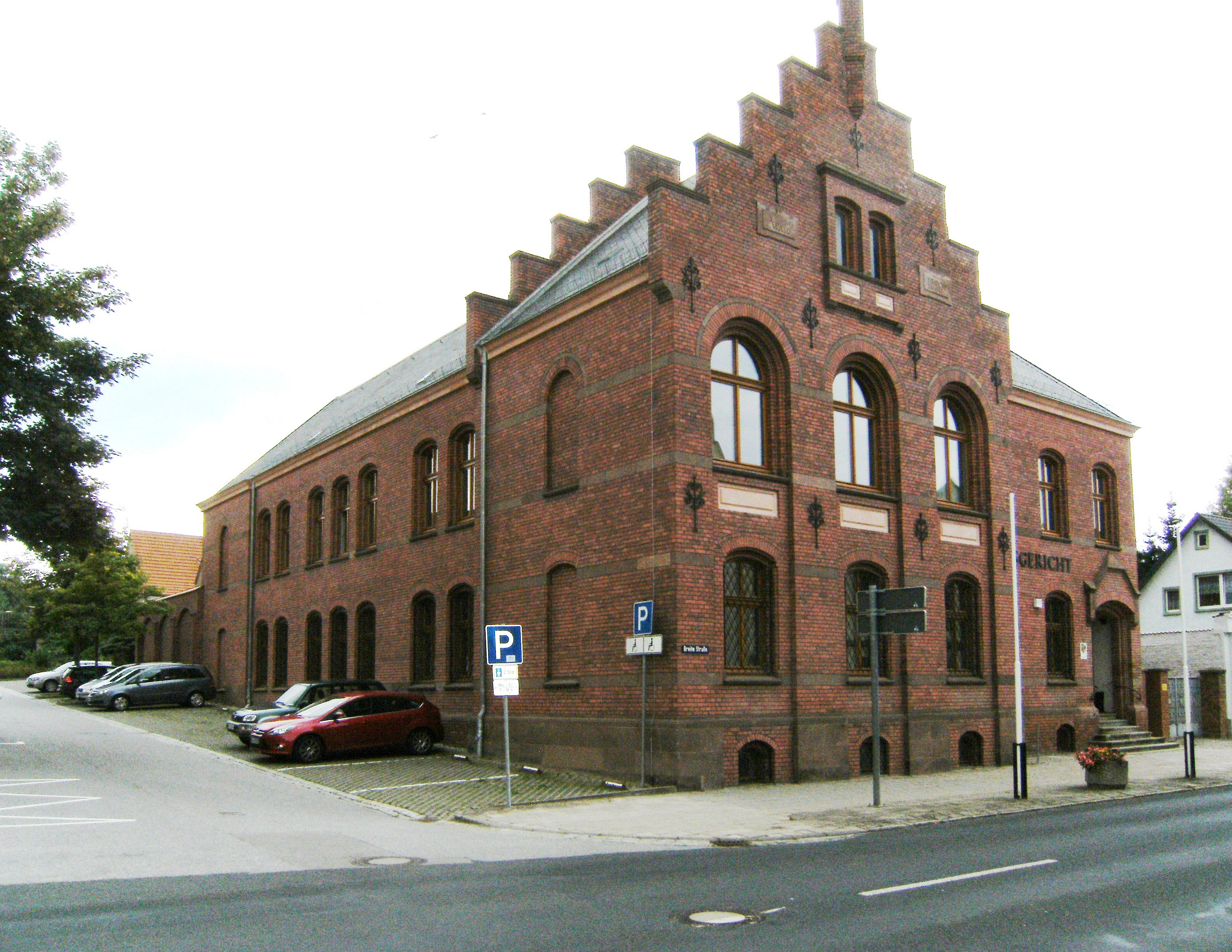
Gebäude des ehemaligen Amtsgerichtes Wolgast in der Breiten Straße 21 (2013)

Das Amtsgericht Wolgast war ein Gericht der ordentlichen Gerichtsbarkeit des Landes Mecklenburg-Vorpommern im Bezirk des Landgerichtes Stralsund (LG Stralsund). Im Rahmen der Gerichtsstrukturreform wurde es am 31. August 2015 aufgehoben.

## Gerichtssitz und -bezirk

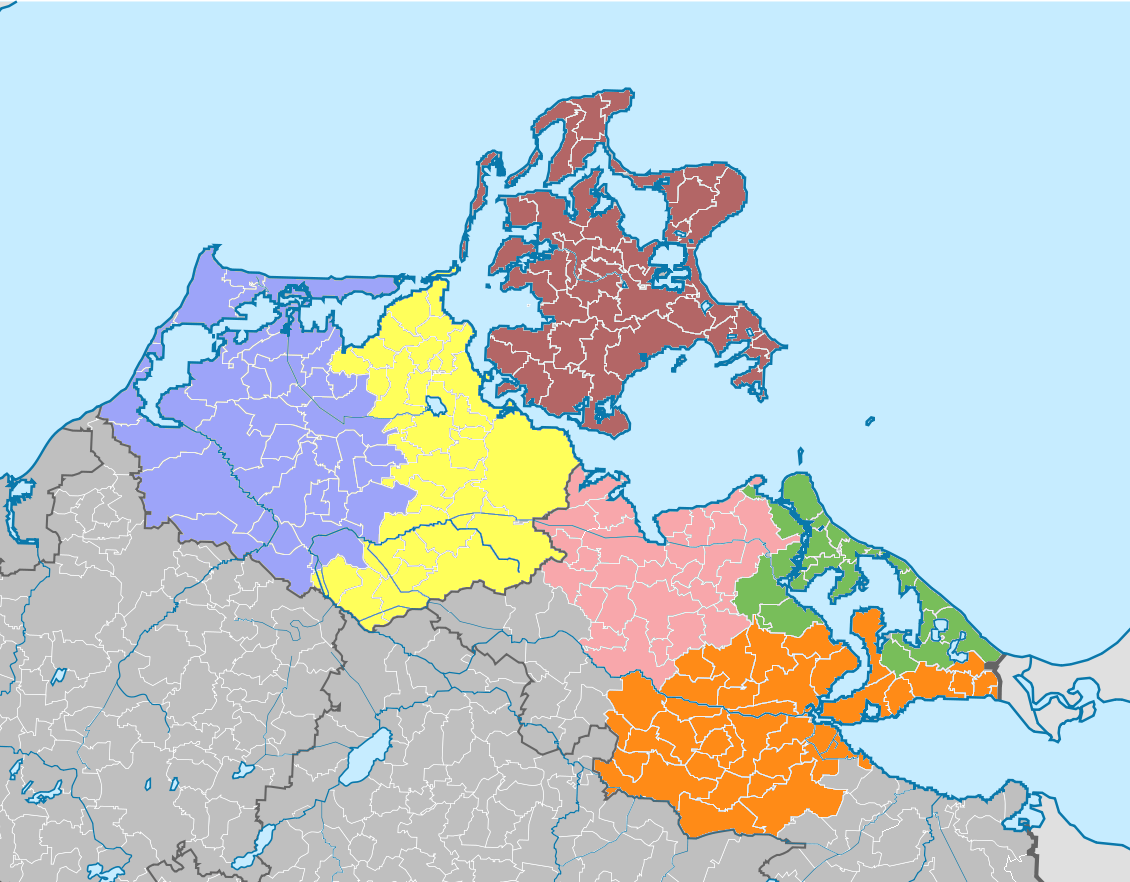
Gerichtsbezirke der dem LG Stralsund nachgeordneten Amtsgerichte (AG) bis zum 5. Oktober 2014
AG Ribnitz-Damgarten
AG Stralsund
AG Bergen auf Rügen
AG Greifswald
AG Anklam
AG Wolgast

Das Gericht hatte seinen Sitz in der Stadt Wolgast.
Der Gerichtsbezirk umfasste das Gebiet der folgenden Städte und Gemeinden.
| - Benz, - Heringsdorf, - Karlshagen, - Koserow, - Kröslin, - Krummin, - Loddin, | - Lütow, - Mellenthin, - Mölschow, - Peenemünde, - Pudagla, - Sauzin, - Trassenheide, | - Ückeritz, - Wolgast, - Zemitz, - Zempin und - Zinnowitz |

Im etwa 323 km2 großen Gerichtsbezirk lebten 2014 ungefähr 40.000 Einwohner.
Bei der Aufhebung des Gerichtes wurden sämtliche Städte und Gemeinden in den Bezirk des Amtsgerichtes Greifswald eingegliedert.
Für die dem Land Mecklenburg-Vorpommern vorgelagerten gemeindefreien Küstengewässer war in Zivil- und Strafsachen das Amtsgericht Wolgast für den gesamten Bezirk des Oberlandesgerichtes Rostock und damit für ganz Mecklenburg-Vorpommern örtlich zuständig. Die Zuständigkeit für solche Verfahren liegt seit dem 31. August 2015 beim Amtsgericht Greifswald.

## Gebäude

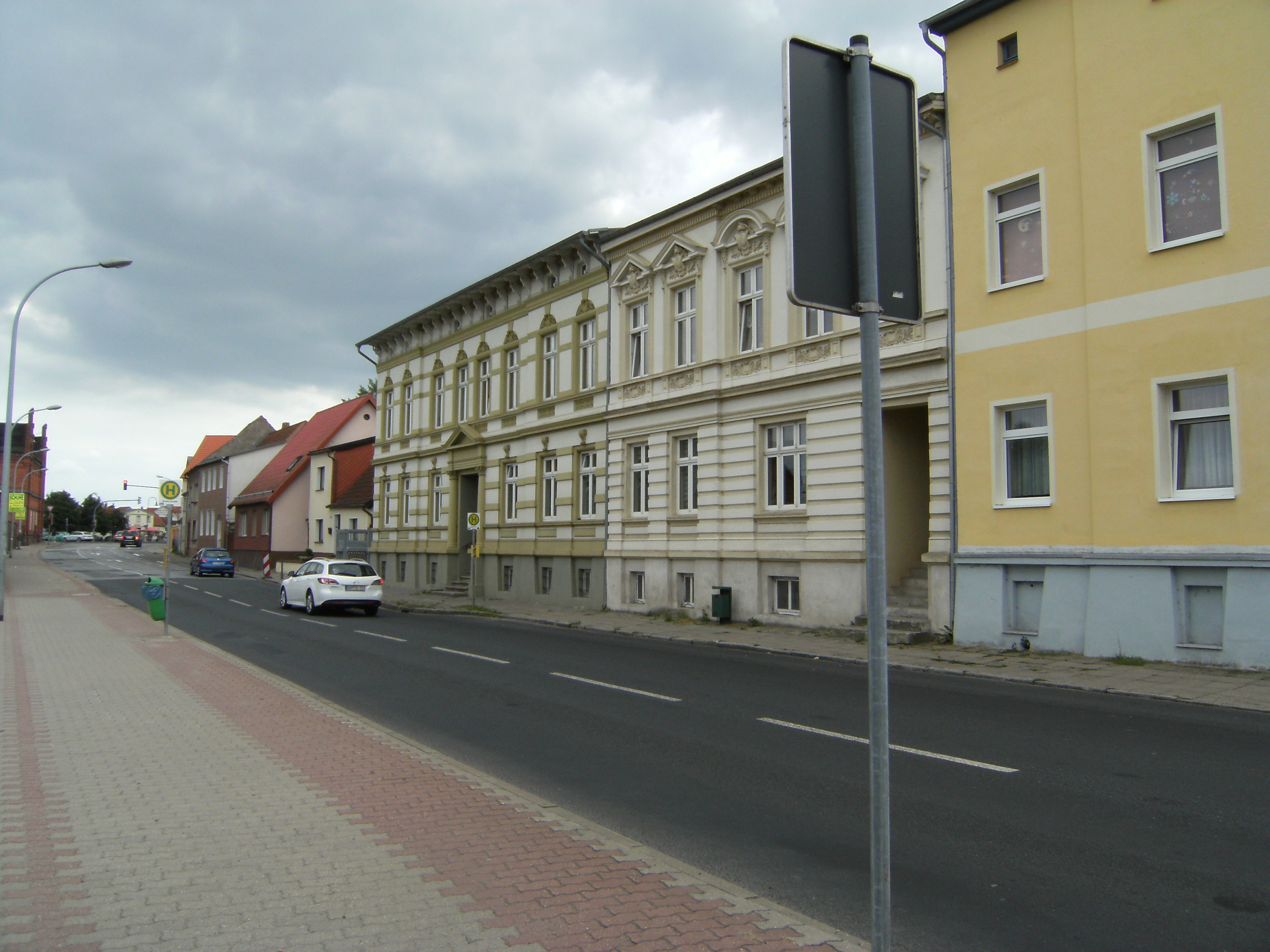
Ehemaliges Amtsgericht Wolgast, Breite Straße 6c – Haus 2

Das Gericht war in zwei Dienstgebäuden untergebracht. Die beiden Gebäude befinden sich in der Breiten Straße 6c und in der Breiten Straße 21 in der Wolgaster Innenstadt. Über die weitere Verwendung seit der Schließung des Gerichtes Ende August 2015 einschließlich der finanziellen Aspekte gibt die Antwort der Landesregierung auf eine Kleine Anfrage im Oktober 2019 Auskunft. Das ehemalige Amtsgericht Haus 1 (Breite Straße 21) ist ein Klinkergebäude mit Stufengiebel aus der Gründerzeit. Das Haus 2 – schräg gegenüber – ist ein Putzbau mit aufwändiger Ornamentierung im Jugendstil. Beide Gebäude stehen unter Denkmalschutz.

## Übergeordnete Gerichte
Dem Amtsgericht Wolgast war das LG Stralsund übergeordnet. Zuständiges Oberlandesgericht war das OLG Rostock.